# Stadio velodromo Lello Simeone
Lo stadio velodromo Lello Simeone è il più antico impianto sportivo della città di Barletta ed è situato nella zona a ovest della città, nel quartiere Santa Maria.
Di proprietà del Comune di Barletta, inizialmente era denominato "Littorio" e in seguito "degli Sports", ma dagli anni '50 assume la denominazione definitiva  "Lello Simeone", dedicata ad un medico barlettano che aveva dedicato tanto allo sport locale, ma prematuramente scomparso nel 1949.
È un impianto sportivo polifunzionale con un campo in erba sintetica, una tribuna tubolare in grado di ospitare un centinaio di spettatori e soprattutto un velodromo per il ciclismo in cemento armato.
Il velodromo è l'unico omologato nell'intera regione Puglia e ha una lunghezza regolamentare di 333,33 metri. Nell'impianto ha corso anche Fausto Coppi.
È stato usato dall'Unione Sportiva Fascista Barletta e dalla Barletta fino alla metà della stagione 1970-71, allorquando fu inaugurato lo stadio Cosimo Puttilli, più moderno, dotato di pista d'atletica e soprattutto con superficie in erba.
In seguito il  Lello Simeone fu usato dalle altre formazioni calcistiche della città e soprattutto dall'A.C.F. Barletta, quando militava in Serie B.
Attualmente è utilizzato, football americano (Green Hawks Barletta, trasformatisi in Mad Bulls BT dal settembre 2012), rugby (Draghi BAT) e da tutte le società ciclistiche pugliesi per l'attività su pista, inoltre è anche utilizzato come campo di allenamento dall'SSD Barletta 1922, dalla stagione 2024/25, in considerazione della condivisione del Puttilli con l'ASD Audace Barletta 1958.